# He Jincai
He Jincai (chiń. 何金才) – chiński dyplomata.
Ambasador Chińskiej Republiki Ludowej w Republice Rwandy między grudniem 1996 a październikiem 1999.